# سوندرهوفن
سوندرهوفن (به آلمانی: Sonderhofen) یک شهر در آلمان است که در Würzburg واقع شده‌است.